# Сен-Пьер-Тарантен
Сен-Пьер-Таранте́н (фр. Saint-Pierre-Tarentaine) — коммуна во Франции, находится в регионе Нижняя Нормандия. Департамент коммуны — Кальвадос. Входит в состав кантона Ле-Бени-Бокаж. Округ коммуны — Вир.
Код INSEE коммуны — 14655.

## Население
Население коммуны на 2010 год составляло 353 человека.
| 1962 | 1968 | 1975 | 1982 | 1990 | 1999 | 2010 |
| ---- | ---- | ---- | ---- | ---- | ---- | ---- |
| 419  | 364  | 324  | 301  | 276  | 254  | 353  |

## Экономика
В 2010 году среди 223 человек трудоспособного возраста (15—64 лет) 148 были экономически активными, 75 — неактивными (показатель активности — 66,4 %, в 1999 году было 66,9 %). Из 148 активных жителей работали 138 человек (73 мужчины и 65 женщин), безработных было 10 (6 мужчин и 4 женщины). Среди 75 неактивных 18 человек были учениками или студентами, 34 — пенсионерами, 23 были неактивными по другим причинам.